# مائير كوهن
مائير كوهن (بالعبرية: מאיר כהן‏) هو لاعب كرة قدم إسرائيلي، ولد في 8 يونيو 1972 في بيسان في إسرائيل. لعب مع اتحاد أبناء سخنين ومكابي أخاء الناصرة ونادي مكابي أم الفحم.

## وصلات خارجية
- مائير كوهن على موقع قاعدة بيانات كرة القدم.إي يو (الإنجليزية)